# Пањовце
Пањовце (слч. Paňovce) насељено је мјесто са административним статусом сеоске општине (слч. obec) у округу Кошице-околина, у Кошичком крају, Словачка Република.

## Становништво
| Година:    | 1994. | 2004.   | 2014.   | 2024.   |
| ---------- | ----- | ------- | ------- | ------- |
| Број људи: | 571   | 567     | 589     | 622     |
| Разлика:   |       | -0,70 % | +3,88 % | +5,60 % |

| Година:    | 2023. | 2024.   |
| ---------- | ----- | ------- |
| Број људи: | 612   | 622     |
| Разлика:   |       | +1,63 % |

Према подацима о броју становника из 2011. године насеље је имало 591 становника.